# 大和哲也

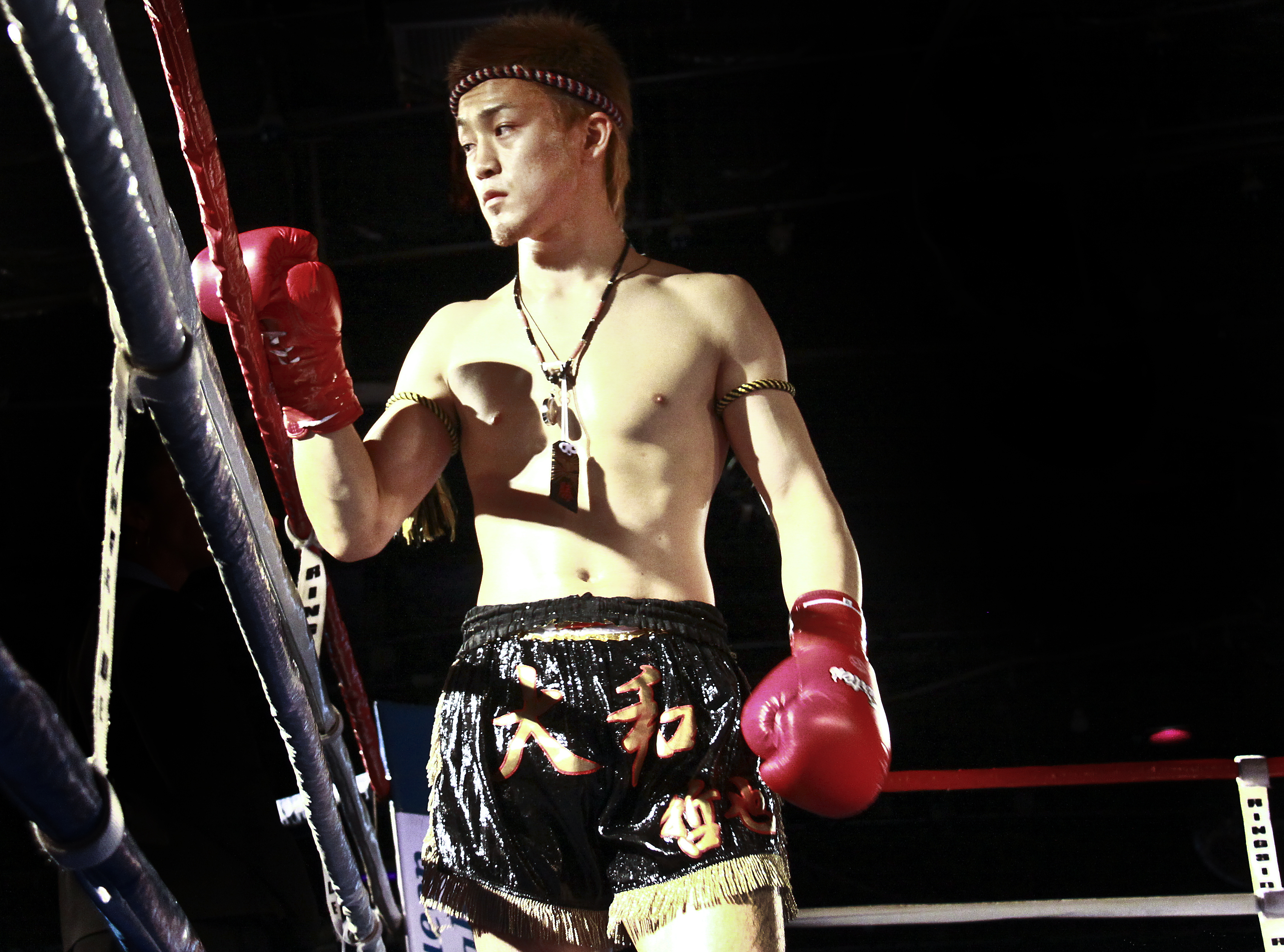
Tetsuya Yamato VS Saen Chai

大和 哲也（やまと てつや、1987年12月10日 - ）は、日本の男性ムエタイ選手。愛知県知多市出身。大和キックボクシングジム所属。元WBCムエタイ世界スーパーライト級王者。元Lion Fight世界スーパーライト級王者。元K-1 WORLD GPスーパーライト級王者。

## 人物
- 礼儀正しく真面目・冷静沈着な性格であり[1]、記者会見などでは対戦相手に対して問題行為を行う事はなく、一貫して謙虚・真摯な対応を貫いている[2]。学生のいじめ問題などを問題視しており[3]、父から教えられた「人にやられて嫌なことはするな」という言葉を大切にしている[2]。

- ファイトスタイルはオーソドックスであり、王道オールラウンダー[4][5]。左フックの一撃必殺を得意とし、ムエタイの構えをやや前傾にし、ガードを固めた堅守で相手の攻撃を防ぎ、有利になると怒涛の速攻ラッシュで対戦相手を圧倒する[5]。

- 以前は格闘技選手と塗装工を兼務していた。特技は料理と弁当作りで、職人時代は栄養バランスを考えた本格的な弁当を作っていた[6][7][8][9][10][11][12]。他にはピアノ、少林寺拳法、合気道の経験がある。「気」などの中国哲学も実践しており、心身統一合氣道の氣の呼吸法を実践している[1]。

## 来歴
小学1年から少林寺拳法を開始した。幼少期はピアノやそろばんなど様々な事を行なっていた。
2002年、15歳で大和キックボクシングジムに入門、キックボクシングを始めた。
2005年7月31日、R.I.S.E.でプロデビュー。2005年度のNJKF新人賞を受賞した。
2008年7月27日、NJKFライト級王座決定戦でHANAWAと対戦し、1R開始42秒左フックでKO勝ちを収め王座を獲得した。2008年はNJKF3戦3勝2KOの戦績を記録し、NJKF最優秀選手賞を獲得した。
2009年4月12日、マーシャルアーツ日本キックボクシング連盟興行でMA日本スーパーライト級王者の壮泰と対戦し、右ストレートでKO勝ち。
2009年7月19日、アメリカ合衆国・アナハイム コンベンションセンターで開催された「ALTIMATE WARRIORS」でWMCインターコンチネンタルライト級王者のゲンサック・ソープランジットに挑戦し、5RKO勝ちで王座を獲得した。
2009年10月12日、「MuayThai OPEN 9」でデンサイアム・ルークプラバーツと対戦し、判定負け。連勝は8でストップした。
2009年12月4日、WBCムエタイルール日本統一王座決定トーナメント・ライト級決勝で河野雄大と対戦し、TKO勝ちを収め初代王座を獲得した。
2009年12月23日、大和ジム創立40周年&名古屋JKファクトリー創立20周年記念興行のダブルメインイベント1試合目でラチャヨーティン・ワイルドシーサーと対戦し、左ボディでダウンを奪いKO勝ち。
2009年は7戦6勝6KO1敗となり、2009年度のNJKF殊勲賞を受賞した。
2010年3月14日、カリフォルニア州・エルモンテ・エキスポセンターで開催された「ワールド・チャンピオン・ムエタイ・エクストラバギャンザ」のMTAA世界ライト級王座決定戦でセンチャイ・ソー・キングスターと対戦し、左ハイキックでKO負けを喫し王座獲得ならず。
2010年3月23日付けでNJKFライト級王座を返上した。
2010年5月2日、K-1初参戦となったK-1 WORLD MAX 2010 〜-63kg Japan Tournament 1st Round〜で優勝候補とも目されていた山本真弘と対戦し、3-0の判定勝ち。
2010年7月5日、K-1 WORLD MAX 2010 〜-63kg Japan Tournament FINAL〜の-63kgトーナメントに出場し、準々決勝で裕樹に左フックで1RKO勝ち。準決勝で才賀紀左衛門に左フックで2RKO勝ち。決勝で久保優太と対戦し、1Rに先制のダウンを奪われるも3Rに左フックで逆転KO勝ち。3試合連続KO勝ち（全て左フック）を収め、優勝を果たした。
2010年9月20日、Krush初参戦となったKrush.10で卜部功也と対戦し、1Rに左ストレートでダウンを奪われた上で、0-3の判定負けを喫した。その後、塗装会社を退職し、格闘技選手を本職とするようになった。
2010年12月31日、Dynamite!! 〜勇気のチカラ2010〜で総合格闘家の西浦"ウィッキー"聡生とK-1ルールで対戦し、西浦のトリッキーな動きに苦戦して相手よりもパンチを多く被弾したことで、1-0の判定ドローとなった。
2011年5月21日、15周年記念シリーズ　NEW JAPAN BLOOD 3で、M-1スーパーライト級王者西山誠人と対戦。1R目から圧倒し、2RTKO勝利を収めた。
2011年6月25日、K-1 WORLD MAX 2011 -63kg Japan Tournament FINALに出場。1回戦でK-1甲子園2008王者HIROYAと対戦し、2R終了間際に左フックでダウンを奪い3-0の判定勝ちを収め、準決勝で過去に黒星をつけられている卜部功也と対戦し0-3の判定負けを喫した。
2011年12月9日、Krush.14でKrush-63kg級王者の梶原龍児に挑戦し、判定負けを喫し王座の獲得に失敗した。
2012年5月20日、ホーストカップ2012～Depature～でIT'S SHOWTIME元王者セルジオ・ヴィールセンに判定で勝利。
2014年2月16日、NJKF 2014 1stにてWBCムエタイインターナショナルスーパーライト級タイトルマッチで野杁正明と対戦し、5R判定勝ちで王座の防衛に成功した。
2014年11月15日、NJKF8thにてWBCムエタイ世界スーパーライト級王者サゲッダーオ・ペットパヤタイ (タイ)に挑戦。
3R1分53秒　左肘によりサゲッダーオの鼻骨を折りTKO勝利。
同日にタイトルマッチを行った梅野源治とともに日本人初となるWBCムエタイ世界王者となった。
2015年3月27日　Lion Fight 21にてLion Fight スーパーライト級王者ケビン・ロスに挑戦。
1R2分43秒 肘打ちからのレフェリーストップでTKO勝ち、Lion Fight世界スーパーライト級王座を獲得。
2015年9月27日、WBCムエタイ世界スーパーライト級王座統一戦で暫定王者アランチャイ・ギャットパッタラパンと対戦し、5R判定負けを喫し王座の初防衛に失敗した。
2015年12月27日、元ルンピニースタジアムライト級王者のパコーン・PKセンチャイムエタイジムと対戦し、2-0で5R判定勝ちを収めた。

### RIZIN
2016年4月17日、RIZIN.1でRIZIN初出場。山口侑馬と対戦し、1Rに3度のダウンを奪いKO勝ちを収めた。

### 新生K-1
2017年4月22日、K-1 WORLD GP 2017 JAPAN ～第2代スーパー・バンタム級王座決定トーナメント～でHIROYAと6年ぶりに再戦し、左フックで2RKO勝ちを収めた。

#### K-1 第6代スーパーライト級王者獲得
2010年にK-1 WORLD MAXで優勝し、次は世界と思っていたらK-1の消滅により取れなかったK-1世界チャンピオンの夢を2022年4月3日、K-1 WORLD GP 2022 JAPAN ～K’FESTA.5～にて、新旧王者対決で新K-1チャンピオン山崎秀晃と旧K-1チャンピオン大和が対戦し、ずっと練習してきた左フックで勝利し、12年前と同じ勝ち方をして勝利し、新K-1チャンピオンとなった。

#### K-1 第6代スーパーライト級王者最短防衛
2020年12月13日、K-1 WORLD GP 2022 JAPAN 〜よこはまつり〜のK-1 WORLD GP スーパーライト級タイトルマッチにて佐々木大蔵と約1年9ヶ月ぶりに対戦し終始激しい打撃戦を繰り広げ、3Rにダウンを奪い3-0判定勝ち。リベンジに成功し王座の初防衛に成功した。

#### K-1 第6代スーパーライト級王者2度目の防衛
2023年3月12日、K-1 WORLD GP 2023 K'FESTA.6のスーパーライト級タイトルマッチにて、自身初めてとなるメインイベントで林健太と対戦し、判定3-0で2度目の防衛に成功。

#### K-1 第6代スーパーライト級王座返上
2024年3月8日、通算10本目のベルトに挑戦するためK-1スーパーライト級王座を返上し、K-1離脱を発表した。

### ムエタイ
2024年6月30日、 MuayThai Super Fight vol.10でゲーウガンワン・ロットスワイジャッジェーンサイプリゥと対戦し、劣勢な展開が続き0-3の判定負けを喫した。

## 戦績

### プロ総合格闘技
| 総合格闘技 戦績 | 総合格闘技 戦績 | 総合格闘技 戦績 | 総合格闘技 戦績 | 総合格闘技 戦績 | 総合格闘技 戦績 | 総合格闘技 戦績 |
| --------------- | --------------- | --------------- | --------------- | --------------- | --------------- | --------------- |
| 0 試合          | (T)KO           | 一本            | 判定            | その他          | 引き分け        | 無効試合        |
| 0 勝            | 0               | 0               | 0               | 0               | 0               | 0               |
| 0 敗            | 0               | 0               | 0               | 0               | 0               | 0               |

| 勝敗 | 対戦相手 | 試合結果 | 大会名   | 開催年月日                                |
| ×    | 奥山貴大 | 試合前   | RIZIN.51 | 2025年9月28日 1R ギロチンチョーク TKO負け |

### プロキックボクシング
| キックボクシング 戦績 | キックボクシング 戦績 | キックボクシング 戦績 | キックボクシング 戦績 | キックボクシング 戦績 | キックボクシング 戦績 | キックボクシング 戦績 |
| --------------------- | --------------------- | --------------------- | --------------------- | --------------------- | --------------------- | --------------------- |
| 68 試合               | (T)KO                 | 判定                  | その他                | 引き分け              | 無効試合              |                       |
| 45 勝                 | 32                    | 13                    | 0                     | 1                     | 0                     |                       |
| 22 敗                 | 7                     | 15                    | 0                     | 1                     | 0                     |                       |

| 勝敗 | 対戦相手                                             | 試合結果                                               | 大会名 | 開催年月日     |
| ×    | ザ・スター・ペットキアペット                         | 3R終了 判定0-3                                         | Rajadamnern World Series Japan | 2024年12月1日  |
| ×    | ゲーウガンワン・ロットスワイジャッジェーンサイプリゥ | 5R終了 判定0-3                                         | MuayThai Super Fight vol.10 | 2024年6月30日  |
| ○    | 林健太                                               | 3R終了 判定3-0                                         | K-1 WORLD GP 2023 ～K’FESTA.6～ 【K-1 WORLD GP スーパーライト級タイトルマッチ】                                                                                      | 2023年3月12日  |
| ○    | 佐々木大蔵                                           | 3R終了 判定3-0                                         | K-1 WORLD GP 2022 JAPAN 〜よこはまつり〜 【K-1 WORLD GP スーパーライト級タイトルマッチ】                                                                             | 2022年9月11日  |
| ○    | 山崎秀晃                                             | 1R 0:50 KO（左フック）                                 | K-1 WORLD GP 2022 JAPAN ～K’FESTA.5～ 【K-1 WORLD GP スーパーライト級タイトルマッチ】                                                                                | 2022年4月3日   |
| ○    | 大野祐志郎                                           | 3R 0:28 KO（左フック）                                 | K-1 WORLD GP 2021 JAPAN ～スーパー・ウェルター級＆フェザー級ダブルタイトルマッチ～                                                                                   | 2021年12月4日  |
| ×    | タップロン・ハーデスワークアウト                     | 1R 2:32 TKO (ドクターストップ ※右肘打ちによる鼻の負傷) | 大和ジム50周年記念大会 ～大和祭り～ | 2021年7月11日  |
| ×    | 佐々木大蔵                                           | 3R終了 判定0-3                                         | K-1 WORLD GP 2020 JAPAN K-1冬の大一番～ | 2020年12月13日 |
| ×    | 不可思                                               | 3R 0:34 KO (レフェリーストップ)                        | K-1 WORLD GP 2019 JAPAN～初代女子フライ級王座決定トーナメント＆スーパー・ライト級タイトルマッチ～                                                                    | 2019年12月28日 |
| ○    | 近藤拳成                                             | 3R終了 判定3-0                                         | K-1 WORLD GP 2019 JAPAN～日本vs世界・5対5＆スペシャル・スーパーファイトin大阪～                                                                                      | 2019年8月24日  |
| ×    | ゲーオ・ウィラサクレック                             | 1R 1:32 KO（左ハイキック）                             | K-1 WORLD GP 2018 JAPAN ～第3代スーパー・ライト級王座決定トーナメント～ 【K-1 WORLD GP第3代スーパー・ライト級王座決定トーナメント1回戦】                             | 2018年11月3日  |
| ○    | ツイ・ジェンホイ                                     | 2R 2:48 KO (左ボディ)                                  | Krush.92 ～in NAGOYA～ | 2018年8月18日  |
| ×    | 野杁正明                                             | 3R 2:57 KO （右ストレート→パンチ連打）                 | K-1 WORLD GP 2018 JAPAN ～K'FESTA.1～ 【K-1 WORLD GP 第4代スーパー・フェザー級王座決定トーナメント1回戦】                                                            | 2018年3月21日  |
| ○    | 中澤純                                               | 1R 2:24 KO（左フック）                                 | K-1 WORLD GP 2017 JAPAN ～初代ヘビー級王座決定トーナメント～ | 2017年11月23日 |
| ○    | エルソン・パトリック                                 | 2R 2:04 TKO (3ダウンパンチ連打)                        | Krush.79 〜inNAGOYA〜 | 2017年8月20日  |
| ○    | HIROYA                                               | 2R 0:58 KO（左フック）                                 | K-1 WORLD GP 2017 JAPAN ～第2代スーパー・バンタム級王座決定トーナメント～                                                                                            | 2017年4月22日  |
| ×    | ペッタノン・バンチャメーク                           | 3R終了 判定0－3                                        | KUNLUN FIGHT 49×REBELS.45 【クンルンファイト65kg世界トーナメント一回戦】                                                                                             | 2016年8月7日   |
| ○    | 山口裕人                                             | 1R 2:37 TKO（3ノックダウン）                           | RIZIN.1 | 2016年4月17日  |
| ×    | リアム・ハリソン                                     | 5R終了 判定0－3                                        | YOKKAO 17 【YOKKAO-65kg王座決定戦 】 | 2016年3月19日  |
| ○    | パコーン・PKセンチャイムエタイジム                   | 5R終了 判定2－0                                        | アーネストホーストジムJAPAN 「HOOST CUP～KINGS NAGOYA～」 メインイベント ホーストカップEXルール 64kg契約 3分5R                                                       | 2015年12月27日 |
| ×    | アランチャイ・ギャットパッタラパン                   | 5R終了 判定0－3                                        | NJKF/JAPAN KICKBOXING INNOVATION 「NJKF 2015 6th」 【WBCムエタイ世界スーパーライト級王座統一戦】                                                                     | 2015年9月27日  |
| ×    | ゴーンサック・PKセーンチャイムエタイジム             | 5R終了 判定0－3                                        | NKJF/「NJKF2015 3rd」 日タイ国際戦 | 2015年5月10日  |
| ○    | ケビン・ロス                                         | 1R TKO (肘打ち)                                        | Lion Fight 21 【Lion Fight世界スーパーライト級タイトルマッチ】 | 2015年3月27日  |
| ○    | サゲッダーオ・ペットパヤタイ                         | 3R TKO (肘打ち)                                        | ニュージャパンキックボクシング連盟「NJKF 2014 8th」 【WBCムエタイ世界スーパーライト級タイトルマッチ】                                                                | 2014年11月15日 |
| ○    | ファイパー・シップンミー                             | 3R TKO                                                 | ニュージャパンキックボクシング連盟「NJKF 2014 5th」 【WBCムエタイ世界スーパーライト級タイトルマッチ前哨戦】                                                          | 2014年7月21日  |
| ○    | 野杁正明                                             | 5R終了 判定3-0                                         | ニュージャパンキックボクシング連盟「NJKF 2014 1st」 【WBCムエタイインターナショナルスーパーライト級タイトルマッチ】                                                  | 2014年2月16日  |
| ○    | ケビン・ロス                                         | 3R終了 判定2-1                                         | LION FIGHT 11 | 2013年9月20日  |
| ×    | サゲッダーオ・ペットパヤタイ                         | 4R TKO（肘打ち）                                       | M-ONE GRAND MUAY THAI 【WBCムエタイ世界スーパーライト級タイトルマッチ】                                                                                              | 2013年5月16日  |
| ×    | ガンスワン                                           | 3R終了 判定0-3                                         | ニュージャパンキックボクシング連盟「NJKF 2013 1st」 | 2013年2月17日  |
| ○    | ポール・カーポウィッツ                               | 5R終了 判定3-0                                         | ニュージャパンキックボクシング連盟「KICK TO THE FUTURE 6」 【WBCムエタイインターナショナルスーパーライト級王座決定戦】                                               | 2012年9月22日  |
| ○    | 高橋誠治                                             | 2R 1:21 TKO（左肘打ち）                                | ニュージャパンキックボクシング連盟「KICK TO THE FUTURE 3」 【WBCムエタイ日本スーパーライト級タイトルマッチ】                                                         | 2012年6月24日  |
| ○    | セルジオ・ヴィールセン                               | 3R終了 判定3-0                                         | ホーストカップ | 2012年5月20日  |
| ○    | デンサイアム・ルークプラバーツ                       | 1R 2:28 KO（パンチの連打）                             | ニュージャパンキックボクシング連盟「KICK TO THE FUTURE 1」 | 2012年2月18日  |
| ×    | 梶原龍児                                             | 3R終了 判定0-3                                         | Krush.14 【Krush-63kg級タイトルマッチ】 | 2011年12月9日  |
| ×    | ジョムトーン・チュワタナ                             | 5R終了 判定0-3                                         | WBCムエタイ・ジャパン第2回大会 「The Path to the World Champion」 | 2011年10月2日  |
| ○    | シュガー・ケイン・コーク・チュナワット               | 3R 2:24 TKO（肘によるカット）                          | M1 ムエタイ・グランド・チャンピオンシップ | 2011年8月14日  |
| ×    | 卜部功也                                             | 3R終了 判定0-3                                         | K-1 WORLD MAX 2011 -63kg Japan Tournament FINAL 【準決勝】 | 2011年6月25日  |
| ○    | HIROYA                                               | 3R終了 判定3-0                                         | K-1 WORLD MAX 2011 -63kg Japan Tournament FINAL 【1回戦】 | 2011年6月25日  |
| ○    | 西山誠人                                             | 2R 1:30 TKO（3ノックダウン）                           | ニュージャパンキックボクシング連盟「15周年記念シリーズ NEW JAPAN BLOOD 3」                                                                                           | 2011年5月21日  |
| △    | 西浦"ウィッキー"聡生                                 | 3R終了 判定1-0                                         | Dynamite!! 〜勇気のチカラ2010〜 | 2010年12月31日 |
| ×    | 卜部功也                                             | 3R終了 判定0-3                                         | Krush.10 | 2010年9月20日  |
| ○    | 久保優太                                             | 3R 1:26 KO（左フック）                                 | K-1 WORLD MAX 2010 〜-70kg World Championship Tournament FINAL16 / -63kg Japan Tournament FINAL〜 【-63kg Japan Tournament 決勝】                                    | 2010年7月5日   |
| ○    | 才賀紀左衛門                                         | 2R 2:13 KO（左フック）                                 | K-1 WORLD MAX 2010 〜-70kg World Championship Tournament FINAL16 / -63kg Japan Tournament FINAL〜 【-63kg Japan Tournament 準決勝】                                  | 2010年7月5日   |
| ○    | 裕樹                                                 | 1R 3:03 KO（左フック）                                 | K-1 WORLD MAX 2010 〜-70kg World Championship Tournament FINAL16 / -63kg Japan Tournament FINAL〜 【-63kg Japan Tournament 準々決勝】                                | 2010年7月5日   |
| ○    | 山本真弘                                             | 3R+延長R終了 判定3-0                                   | K-1 WORLD MAX 2010 〜-63kg Japan Tournament 1st Round〜 【1回戦】 | 2010年5月2日   |
| ×    | センチャイ・ソー・キングスター                       | 1R 2:13 KO（左ハイキック）                             | 米国ムエタイ連盟「ワールド・チャンピオン・ムエタイ・エクストラバギャンザ」 【MTAA世界ライト級王座決定戦】                                                            | 2010年3月14日  |
| ○    | ラチャヨーティン・ワイルドシーサー                   | 3R 1:05 KO（左ボディブロー）                           | 大和ジム40周年＆名古屋JKF20周年記念興行 THE ORIGIN OF KICK BOXING 〜キックの源流 大和魂集結!〜」                                                                     | 2009年12月23日 |
| ○    | 河野雄大                                             | 4R 2:22 TKO（ドクターストップ：眉間カット）            | マーシャルアーツ日本キックボクシング連盟「BREAK THROUGH-14 〜突破口〜」 【WBCムエタイルール日本統一王座決定トーナメント ライト級 決勝】                              | 2009年12月4日  |
| ×    | デンサイアム・ルークプラバーツ                       | 5R終了 判定0-3                                         | ニュージャパンキックボクシング連盟/センチャイムエタイ「MuayThai OPEN 9」                                                                                             | 2009年10月12日 |
| ○    | 大江和也                                             | 2R 2:15 KO（左ボディブロー）                           | ニュージャパンキックボクシング連盟「WBCムエタイルール日本統一王座決定戦 〜ROAD TO REAL KING 11〜」 【WBCムエタイルール日本統一王座決定トーナメント ライト級 準決勝】 | 2009年9月23日  |
| ○    | カンサック・ソー・プラーンジット                     | 5R 2:59 KO（左ボディブロー）                           | ALTIMATE WARRIORS 【WMCインターナショナルライト級タイトルマッチ】 | 2009年7月19日  |
| ○    | マキ・ランサヤーム                                   | 2R 2:30 TKO（カット）                                  | NAGOYAKICK 〜夏FES.09 FREEDOM〜 | 2009年7月5日   |
| ○    | 壮泰                                                 | 1R 2:32 TKO（レフェリーストップ：右フック）            | マーシャルアーツ日本キックボクシング連盟「BREAK THROUGH-10 〜突破口〜」                                                                                              | 2009年4月12日  |
| ○    | パティバンS・小林                                    | 5R終了 判定3-0                                         | NAGOYAKICK 〜DrumRoll Please!!〜 | 2008年12月23日 |
| ○    | 靖卓                                                 | 3R 1:51 TKO（ドクターストップ：左まぶたカット）        | ニュージャパンキックボクシング連盟「START OF NEW LEGEND XIII 〜新しい伝説の始まり〜」                                                                                | 2008年11月9日  |
| ○    | HANAWA                                               | 1R 0:42 KO（左フック）                                 | ニュージャパンキックボクシング連盟「START OF NEW LEGEND IX 〜新しい伝説の始まり〜」 【NJKFライト級王座決定戦】                                                       | 2008年7月27日  |
| ○    | 中山宏美                                             | 4R 1:16 TKO（レフェリーストップ：左目尻カット）        | ニュージャパンキックボクシング連盟「START OF NEW LEGEND II 〜新しい伝説の始まり〜」 【NJKFライト級王者決定トーナメント 準決勝】                                      | 2008年3月8日   |
| ×    | カノンスック・ウィラサクレック                       | 2R 2:46 KO（左ストレート）                             | ニュージャパンキックボクシング連盟「FIGHTING EVOLUTION XIII 〜進化する戦い〜」                                                                                       | 2007年11月23日 |
| ○    | 一輝                                                 | 5R 2:59 KO（右ストレート）                             | ニュージャパンキックボクシング連盟「FIGHTING EVOLUTION X 〜進化する戦い 10th〜 THE NEXT GENERATION, WHO GET THE CHAMP!?」                                            | 2007年9月2日   |
| ○    | ガンバ黒田                                           | 5R 0:35 TKO（タオル投入）                              | ニュージャパンキックボクシング連盟「FIGHTING EVOLUTION VIII 〜進化する戦い〜 COUNTER THE ASIAN ATTACK」                                                              | 2007年7月1日   |
| ×    | ヨーユット                                           | 5R終了 判定0-3                                         | ニュージャパンキックボクシング連盟/センチャイムエタイジム「FIGHTING EVOLUTION II 〜進化する戦い〜 MUAYTHAI OPEN」                                                    | 2007年1月28日  |
| ○    | 押炉花者                                             | 3R 0:20 TKO（タオル投入）                              | ニュージャパンキックボクシング連盟「ADVANCE X 〜前進〜 真王杯決勝戦」                                                                                                | 2006年11月23日 |
| ○    | ミシマ                                               | 2R 2:17 KO（3ノックダウン：右フック）                  | ニュージャパンキックボクシング連盟「ADVANCE VIII 〜前進〜 真王杯 55kg・60kg オープントーナメント」                                                                   | 2006年9月24日  |
| ○    | ひでお                                               | 3R終了 判定3-0                                         | ニュージャパンキックボクシング連盟/センチャイムエタイジム「ADVANCE VI 〜前進〜」                                                                                     | 2006年7月2日   |
| ○    | 小猿                                                 | 3R終了 判定3-0                                         | ニュージャパンキックボクシング連盟「ADVANCE V 〜前進〜 YOUNG FIGHT」                                                                                                 | 2006年5月14日  |
| ×    | 一輝                                                 | 3R終了 判定0-3                                         | ニュージャパンキックボクシング連盟「ADVANCE I 〜前進〜」 | 2006年1月15日  |
| ○    | 峰川卓也                                             | 3R 1:19 TKO                                            | ニュージャパンキックボクシング連盟「INFINITE CHALLENGE VIII 〜無限の挑戦〜」                                                                                         | 2005年9月24日  |
| ○    | 小川英二                                             | 1R 1:50 KO（左ローキック）                             | R.I.S.E. XVII | 2005年7月31日  |

### エキシビション
| 勝敗 | 対戦相手 | 試合結果 | 大会名   | 開催年月日     |
| -    | 山崎秀晃 | 2分2R    | Krush.32 | 2013年9月1日   |
| -    | 佐藤嘉洋 | 2分2R    | Krush.22 | 2012年08月26日 |

## 獲得タイトル
- 第4代NJKFライト級王座（返上）
- WMCインターコンチネンタルライト級王座
- WBCムエタイ日本ライト級王座
- K-1 WORLD MAX -63kg Japan Tournament 優勝
- WBCムエタイ日本スーパーライト級王座
- WBCムエタイインターナショナルスーパーライト級王座
- WBCムエタイ世界スーパーライト級王座
- Lion Fight世界スーパーライト級王座
- 第6代K-1 WORLD GP スーパーライト級王座